# 工業社會學
工業社會學（Industrial Sociology）是社會學的一門分支，以僱傭勞動和工業為研究對象。工業社會學起源於古典社會學理論家卡爾·馬克思、艾彌爾·涂爾幹與馬克斯·韋伯對工業化的分析，這三位思想家都曾對幾個工業發達社會進行比較研究。目前，社會學的這門分支主要關心分工（包括社會分工和技術分工）、工作經驗、權力、科學管理、人性關係、科技對工業的影響、工業科層制和勞資關係等。整體而言，工業社會學傾向討論工廠中勞動者之間或勞資雙方的社會關係。